# Baskaran Adhiban
Dans ce nom indien, Baskaran est le nom du père et Adhiban est le nom personnel.
Baskaran Adhiban ou Adhiban B. est un joueur d'échecs indien né le 15 août 1992 à Mayiladuthurai. 
Au 1er février 2017, Baskaran Adhiban est le numéro 3 indien et le 58e joueur mondial avec un classement Elo de 2 682 points.

## Biographie et carrière
Champion d'Inde en 2009 et Grand maître international depuis 2010, Adhiban fut médaille d'argent au championnat d'Asie individuel de 2014.

### Compétitions par équipe
Adhiban a remporté la médaille de bronze par équipe lors du championnat du monde d'échecs par équipe de 2010 (il jouait comme échiquier de réserve) et lors de l'olympiade d'échecs de 2014 (avec une marque de 7 points sur 11 au quatrième échiquier).
En 2017, lors du championnat du monde par équipe, il remporte la médaille bronze individuelle au deuxième échiquier de l'Inde qui finit quatrième de la compétition.

### Compétitions de jeunes
Adhiban a remporté le championnat du monde d'échecs de la jeunesse (moins de 16 ans) en 2008 ainsi que la médaille d'or par équipe lors de l'olympiade des moins de 16 ans en 2008 (il jouait au premier échiquier de l'Inde).

### Tournois individuels
Adhiban a remporté l'open de Barcelone en 2013 et l'open de maîtres du festival d'échecs de Bienne en 2014.
En 2015, il finit premier de l'open de Benasque (avec 8,5 points sur 11) et deuxième de l'open de maître de Bienne, à égalité de points (8 / 11) avec le vainqueur Emil Sutovsky.
En 2016, Adhiban remporte le groupe B (Challengers) du tournoi de Wijk aan Zee au départage devant Alexeï Chirov et Eltaj Safarli. En 2017, il finit 3e-5e du tournoi principal (Masters) de Wijk aan Zee.
En 2018, il remporte l'open de Reykjavik.

### Coupes du monde
| Année | Lieu            | Résultat       | Ultimes adversaires    | Adversaires battus                       |
| ----- | --------------- | -------------- | ---------------------- | ---------------------------------------- |
| 2013  | Tromsø          | troisième tour | Hikaru Nakamura        | Ievgueni Alekseïev, Alexandr Fier        |
| 2015  | Bakou           | premier tour   | Vladimir Fedosseïev    |                                          |
| 2017  | Tbilissi        | deuxième tour  | Ian Nepomniachtchi     | Nguyễn Ngọc Trường Sơn                   |
| 2019  | Khanty-Mansiïsk | deuxième tour  | Yu Yangyi              | Eduardo Iturrizaga                       |
| 2021  | Sotchi          | troisième tour | Vidit Santosh Gujrathi | Chiletso Chipanga Neuris Delgado Ramírez |